# 14119 Johnprince
A 14119 Johnprince (ideiglenes jelöléssel 1998 QU46) a Naprendszer kisbolygóövében található aszteroida. A LINEAR projekt keretében fedezték fel 1998. augusztus 17-én.